# Ribes nelsonii
Ribes nelsonii är en ripsväxtart som beskrevs av Frederick Vernon Coville och Rose. Ribes nelsonii ingår i släktet ripsar, och familjen ripsväxter. Inga underarter finns listade i Catalogue of Life.